# Sepp Wiedemann
Sepp Wiedemann (geboren am 16. Juli 1941 in Gröditz) ist ein ehemaliger deutscher Fußballspieler und Judoka.
Im Jahr 1959 kam er zum ASK Vorwärts Rostock, mit dem er nach dessen Verlegung nach Stralsund und unter dem Vereinsnamen Vorwärts Stralsund von 1967 bis 1973 spielte. Nach der Saison 1970/1971 steig er mit dem Verein in die höchste Spielklasse der DDR, die Oberliga, auf. Auch in der DDR-Junioren-Nationalmannschaft stand er im Aufgebot.
Sepp Wiedemann ist Diplomsportlehrer. Er war in der NVA zuletzt im Rang eines Korvettenkapitäns tätig. Beim PSV Rostock trainierte er den Judo-Nachwuchs.
Im Jahr 2014 wurde er mit der Ehrennadel des Stadtsportbundes Rostock in Gold ausgezeichnet. 